# 라지 카푸르
라지 카푸르(영어: Raj Kapoor, 문화어: 라쥬 까뿌르, 1924년 12월 14일 ~ 1988년 6월 2일)는 인도의 배우 및 영화 제작자이다.

## 출연 작품
- 로드 (1984)
- 사랑의 열병 (1982)
- 바비 (1973)
- Shree 420 (1955)
- 방랑자 (1951)
- 파이어 (1948)